# Love Will Save the Day
Love Will Save the Day è il quinto ed ultimo singolo di Whitney Houston ad essere estratto dal suo secondo album Whitney nel 1988. 
Prodotto da Jellybean Benitez (che aveva scritto e prodotto brani per Madonna), la canzone interruppe la serie di singoli consecutivi al numero uno negli Stati Uniti della Houston, fermandosi alla posizione numero 9 della Billboard Hot 100.

## Tracce
1. Love Will Save The Day - 4:22
2. Hold Me - Teddy Pendergrass & Whitney Houston - 4:53

## Classifiche
| Chart (1988)                                    | Peak position |
| ----------------------------------------------- | ------------- |
| U.S. Billboard Hot 100                          | 9             |
| U.S. Billboard Hot R&B/Hip-Hop Singles & Tracks | 5             |
| U.S. Billboard Adult Contemporary Charts        | 10            |
| U.S. Billboard Hot Dance Club Play              | 1             |
| UK Singles Chart                                | 10            |
| Australian Singles Chart                        | 77            |
| German Singles Chart                            | 37            |
| Swiss Singles Chart                             | 18            |